# Liste der Meistermannschaften des Club España
Die nachfolgende Liste enthält alle Meistermannschaften des Club España in der mexikanischen Primera Fuerza (Nummern 1 bis 14) und Primera División (Nummer 15):
| Nr. | Spielzeit | Meistermannschaft | Trainer              |
| --- | --------- | --- | -------------------- |
| 01  | 1913/14   | Enrique Gavaldá – Antonio Arechederra, Emiliano Zaragoza – Jaime Arechederra, Francisco Arias, Enrique Escalada – Ramón Lanza, Antonio Bravo, Bernardo Rodríguez, Delio Bonet, Luis Fernández                                                                                     | Francisco G. Ubieta  |
| 02  | 1914/15   | Enrique Gavaldá – Jaime Arechederra, Antonio Arechederra – Enrique Escalada, Francisco Arias, Antonio Bravo – Ramón Lanza, Francisco Valle, Bernardo Rodríguez, Delio Bonet, Luis Fernández                                                                                       | Francisco G. Ubieta  |
| 03  | 1915/16   | Martín Aguirre – Jaime Arechederra, Antonio Arechederra – Antonio Bravo, Francisco Arias, Enrique Escalada – Ramón Lanza, Lázaro Ibarreche, Bernardo Rodríguez, Francisco Valle, Delio Bonet                                                                                      | Francisco Arias      |
| 04  | 1916/17   | Enrique Gavaldá – Antonio Arechederra, José Maria Arechederra – Joaquín Bures, Francisco Arias, Enrique Escalada – Ramón Lanza, Jaime Arechederra, Lázaro Ibarreche, Manuel Lecanda, Delio Bonet                                                                                  | Francisco Arias      |
| 05  | 1918/19   | Enrique Gavaldá – Antonio Arechederra, José Maria Arechederra – Joaquín Bures, Jesús Pardo, Jaime Arechederra – Manuel Lecanda, Eladio de Olarra, Bernardo Rodríguez, Lázaro Ibarreche, Delio Bonet                                                                               | Francisco Arias      |
| 06  | 1919/20   | Enrique Gavaldá – Jaime Arechederra, Antonio Arechederra – Joaquín Bures, Jesús Pardo, José Maria Arechederra – Tijero, Lázaro Ibarreche, Manuel Lecanda, Eladio de Olarra, Pablo Lecanda                                                                                         | Francisco Arias      |
| 07  | 1920/21   | Enrique Gavaldá – Jaime Arechederra, Antonio Arechederra – Joaquín Bures, Jesús Pardo, Tijero – Adolfo Pardo, Eladio Olarra, Lázaro Ibarreche, Manuel Lecanda, Luis Fernández | ???                  |
| 08  | 1921/22   | Joaquín Iracheta – Jaime Arechederra, Antonio Arechederra – Fernando Noriega, F. Díaz Fuentes, González Cobián – Jesús Saro, Lázaro Ibarreche, Eladio de Olarra, Ramón Corral, Luciano Arechederra                                                                                | ???                  |
| 09  | 1923/24   | Joaquín Iracheta – Antonio Arechederra, Jaime Arechederra – Luciano Arechederra, F. Díaz Fuentes, Fernando Noriega – Jesús Saro, Lázaro Ibarreche, Ricardo Sisniega, Ramón Corral, González Cobián                                                                                | Fred Spiksley        |
| 10  | 1929/30   | Eduardo de Pascual – Paco Sáenz, Pazos “Pinilla” - Torralba, Miguel Giralt, Poncela – Vicente García, Arruza, Romano, Valeriano Suárez, Labrador | Emérico Pozsonyi     |
| 11  | 1933/34   | Raúl el Jorobado Álvarez – Cocho Rodríguez, Nemesio Tamayo – M. Sánchez Noreña, Serrano, Cholas – López, Fernando Marcos, Luis de la Fuente, Luis García Cortina, Viruta, Pepe Rodríguez, Manuel Alonso Pría, José López Herranz “Picos” (sowie César Ortiz, Felipe Zirión u. a.) | ???                  |
| 12  | 1935/36   | Raúl el Jorobado Álvarez – Gómez, Eduardo Goldoni – Soto, Rodolfo Muñoz, Viruta – Manuel Alonso Pría, Luis García Cortina, Pepe Rodríguez, Luis de la Fuente, José López Herranz “Picos”                                                                                          | ???                  |
| 13  | 1939/40   | Gregorio Blasco – Pablito Barcos, Serafín Aedo – Rodolfo Muñoz, José Muguerza, Domingo Alonso – Martí Ventolrà, Jorge Quesada, Martín Cuburu, Félix de los Heros, Urquiola | ???                  |
| 14  | 1941/42   | Gregorio Blasco – Carlos Laviada, Serafín Aedo – Vicente Villar, José Muguerza, Domingo Alonso – Jorge Quesada, José Iraragorri, Félix de los Heros, Emilio Alonso; ferner gehörten Martín Cuburu, Rodolfo Muñoz und Juan Tuñas zum Kader.                                        | ???                  |
| 15  | 1944/45   | José Sangenís (Gregorio Blasco) – Carlos Laviada, Serafín Aedo – Manuel Gil Fernández “Cubanaleco”, Fernando García, José Antonio Rodríguez – Jorge Quesada, José Iraragorri, Isidro Lángara, José Manuel Moreno, Carlos Septién; auch im Kader: Juan Tuñas                       | Rodolfo Muñoz „Bush“ |